# Districtul Federal Siberian
Districtul (okrugul) federal Siberian (în limba rusă: Сиби́рский федера́льный о́круг, Sibirski federalnîi okrug) este unul dintre districtele federale ale Rusiei. Este în districtul federal din centrul celor trei astfel de okruguri siberiene. Are o populație de 20.062.938 cetățeni, (în conformitate cu referendumul din 2002), care trăiesc pe o suprafață de 5.114.800 km². Împuternicitul prezidențial este Anatoli Kvașnin.
Okrugul Siberian nu trecuie condundat cu Siberia, care include întreaga Asie rusească, mai puțin regiunile din imediata vecinătate a Oceanului Pacific.

## Listă a subiecților federali din Districtul federal Siberian
Republicile din cadrul okrugului sunt marcate cu un asterisc (*).
| 1. Republica Altai* 2. Ținutul Altai 3. Buriatia* 4. Regiunea Cita 4a. Okrugul autonom Aga Buriatia 5. Regiunea Irkutsk 5a. Okrugul auotonom Ordînsk-Bureat 6. Hacasia* 7. Regiunea Kemerovo 8. Ținutul Krasnoiarsk 9. Regiunea Novosibirsk 10. Regiunea Omsk 11. Regiunea Tomsk 12. Tuva* |

## Cele mai mari orașe
1. Novosibirsk 1.405.569 de locuitori în 2005
2. Omsk 1.142.773
3. Krasnoiarsk 917.195
4. Barnaul 631.221
5. Irkutsk 582.547
6. Novokuznețk 563.257
7. Kemerovo 522.641
8. Tomsk 487.357
9. Ulan-Ude 352.623
10. Cita 308.492
11. Bratsk 256.552

## Împuterniciți speciali prezidențiali
- Leonid Dracevski – 18 mai 2000 – 9 septembrie 2004
- Anatoli Kvașnin – începând cu 9 septembrie 2004